# Egenroth

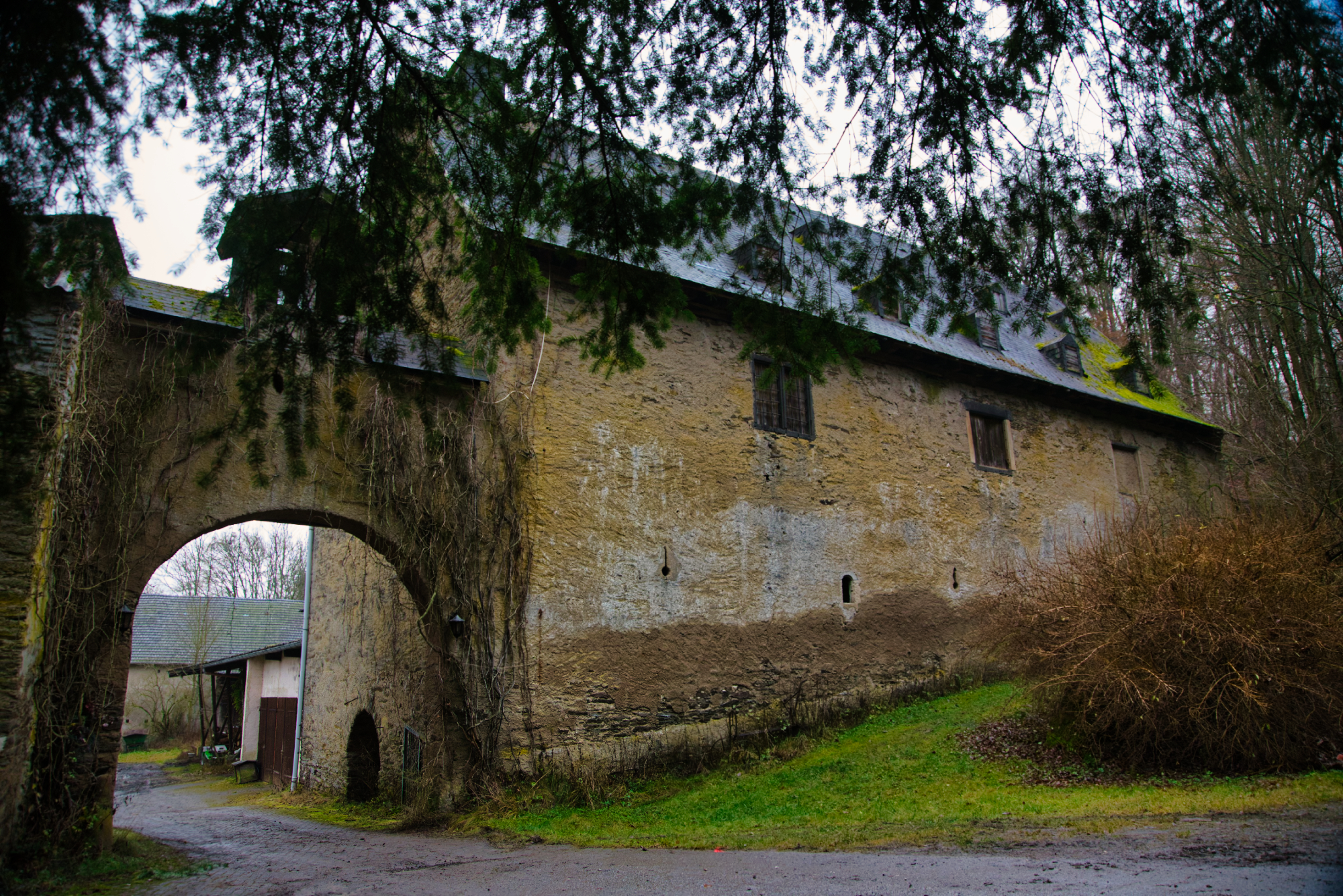
Kloster Gronau Gemeinde Heidenrod im Rheingau-Taunus-Kreis

Egenroth ist ein Ortsteil der Gemeinde Heidenrod des südhessischen Rheingau-Taunus-Kreises. Für den Ortsteil besteht ein Ortsbezirk mit Ortsbeirat.

## Geschichte
Das Dorf wurde um 1250 erstmals unter dem Namen „Erchenrod“ urkundlich erwähnt. Das Kloster Gronau besaß hier einen Herrenhof mit einem Hubengericht. 1569 und 1631 gab es in Egenroth acht Haushalte, 1634 waren es noch vier, 1648 stand das Dorf leer. Die Siedlung liegt östlich des Klosters Gronau und des Altenberges.
Bis 1775 gehörte der Ort zum Vierherrischen Gericht auf dem Einrich (Hessisches Quartier), kam dann aufgrund einer Teilung (Nastätter Rezesse) unter alleinige Herrschaft von Hessen Kassel und wurde der Niedergrafschaft Katzenelnbogen zugeordnet. Von 1806 bis 1813 stand die Region und damit auch Egenroth unter französischer Verwaltung (pays réservé). Im Jahr 1816 kam der Ort in den Besitz des Herzogtums Nassau, das 1866 infolge des sogenannten Deutschen Krieges vom Königreich Preußen annektiert wurde.
Nach dem Ersten Weltkrieg befand sich der Ort während der alliierten Rheinlandbesetzung in einem hier nur wenige Hundert Meter schmalen Korridor zwischen den rechtsrheinischen Brückenköpfen der Amerikaner um Koblenz und der Franzosen um Mainz. Das Gebiet bestand bis zur militärischen Besetzung durch Frankreich im Jahr 1923 als sogenannter Freistaat Flaschenhals. Da die Landstraße zwischen Zorn und Laufenselden knapp in der französisch besetzten Zone lag, war die einzige freie Verbindung nach Osten ins unbesetzte Deutschland nur über Feld- und Waldwege von Zorn über Egenroth und dann weiter nach Laufenselden möglich. Nach dem Zweiten Weltkrieg lag der Ort in der amerikanischen Besatzungszone und wurde damit zu einem Teil des Landes Hessen.
Im Zuge der Gebietsreform in Hessen schloss sich Egenroth mit 15 weiteren Gemeinden am 31. Dezember 1971 auf freiwilliger Basis zur Gemeinde Heidenrod zusammen. Für Egenroth wurde wie für alle anderen Ortsteile ein Ortsbezirk mit Ortsbeirat und Ortsvorsteher eingerichtet.